# Albert Rubens
Albert Rubens est un philologue flamand, né le 15 juin 1614 à Anvers et mort le 1er octobre 1657 à Bruxelles.
Il se distingua par ses connaissances en histoire et en numismatique. Il est le fils de Pierre Paul Rubens et d'Isabella Brant.

## Biographie
Albert Rubens naquit en 1614, à Anvers. Il eut pour parrain l’archiduc Albert, gouverneur des Pays-Bas. À l’exemple de Philip Rubens, son oncle, il se passionna de bonne heure pour l’antiquité et la numismatique. Nommé secrétaire d’État à Bruxelles, il refusa tous les autres emplois qui lui furent offerts, pour se livrer plus tranquillement à son goût pour l’étude. Albert Rubens mourut le 1er octobre 1657 à l'âge de 43 ans. Prévoyant sa fin prochaine, il avait confié ses manuscrits à Gaspar Gevartius, son ami le plus intime, pour les mettre en ordre et les publier. Celui-ci crut devoir les communiquer à Gronovius et à Grævius, et ce dernier fut l’éditeur du recueil des dissertations d’Albert Rubens, qui parut à Anvers, 1665, in-4°, sous le titre : De re vesliaria veterum , præcipue de lato clavo libri duo. Ce volume contient en outre : Diatribe de gemma Tiberiana ; — De gemma Augusta ; — De urbibus Neocoris ; — De nummo Augusti cui inscribitur : Aria recepta ; — De natali die Cæsaris Augusti ; — Ad Gothifrid. Wendelinum epistolæ tres. Ottavio Ferrari, piqué de ce que Rubens avait travaillé sur un sujet qu’il se flattait d’avoir épuisé, critiqua vivement son traité De re vestiaria ; mais Grævius a justifié Rubens de la plupart des reproches de Ferrari, dans la préface du tome 7 du Thesaur. antiquitat. Romanar., où il a réuni les ouvrages des deux archéologues. Les autres dissertations de Rubens ont été recueillies dans le tome 11 du même recueil. Elles offrent toutes de l’intérêt pour les antiquaires ; mais les deux plus curieuses sont celles qui ont pour objet les grandes agates-onyx conservées, l’une, en France, au cabinet des médailles, et l’autre, à Vienne, dans le cabinet de l’empereur. La première, suivant Rubens, représente l’apothéose d’Auguste, avec les princes et princesses de sa famille, et la seconde, la famille impériale sous Tibère. Celle-ci, donnée d’abord aux religieuses de Poissy, comme relique, par Philippe le Bel, qui l’avait eue des chevaliers de Saint-Jean de Jérusalem, fut achetée, dit-on, 12 000 ducats d’or par l’empereur Rodolphe II. Rubens avait composé dans sa jeunesse un nouveau commentaire sur les médailles des empereurs romains du cabinet du duc de Croy-Arschot, gravées par Jacq. Bie ou Bye. Ce commentaire, attribué longtemps à Gevartius, quoiqu’il n’en soit que l’éditeur, fut imprimé à Anvers, 1654, in-fol., et Laurent Beger en a donné une seconde édition, corrigée et augmentée, Berlin, 1700. En outre, on a de Rubens : De vita Fl. Manlii Theodori V. C. liber, Utrecht, 1694, in-12, publié par Graevius. Enfin on trouve dans le Sylloge epistolarum de Burmann (t. 2, p. 749-762) deux lettres d’Albert Rubens à Nicolas Heinsius, contenant des notes et un certain nombre de variantes sur les textes de Claudien et d’Ovide, dont celui-ci préparait les éditions.

## Œuvres
- De re vestiaria veterum, etc., Anvers, Officina Plantiniana, 1665[3].
- Dissertatio de vita Fl. Mallii Theodori, Utrecht, Willem Broedelet, 1694[4].